# Sylvie Neuville
Pour les articles homonymes, voir Neuville.
Sylvie Neuville, née Moisson le 18 août 1966, est une nageuse synchronisée française.

## Biographie
Elle remporte deux médailles d'or continentales par équipe, aux Championnats d'Europe de natation 1985 et aux Championnats d'Europe de natation 1989.
Elle est la femme du nageur Laurent Neuville.
Durant les Jeux olympiques 2020 à Tokyo, elle est consultante pour Eurosport et commente les épreuves de natation synchronisée.